# Odontochodaeus seyrigl
Odontochodaeus seyrigl is een keversoort uit de familie Ochodaeidae. De wetenschappelijke naam van de soort is voor het eerst geldig gepubliceerd in 1976 door Paulian.